# 1e Daytime Emmy Awards
De 1e Daytime Emmy Awards werden gehouden op 28 mei 1974 en werden gehouden om programma’s met prijzen te belonen die in 1973 op het scherm verschenen waren. Barbara Walters en Peter Marshall waren de presentatoren in het Rockefeller Plaza in New York. De ceremonie werd uitgezonden op NBC. 

## Winnaars
De winnaars staan vetgedrukt, de anderen zijn genomineerden.

### Beste dramaseries
- Days of Our Lives
- The Doctors
- General Hospital

### Beste acteur in een dramaserie
- Macdonald Carey (Dr. Tom Horton, Days of our Lives)
- John Beradino (Dr. Steve Hardy, General Hospital)
- Peter Hansen (Lee Baldwin, General Hospital)

### Beste actrice in een dramaserie
- Mary Fickett (Ruth Martin, All My Children)
- Elizabeth Hubbard (Dr. Althea Davis, The Doctors)
- Rachel Ames (Audrey Hardy, General Hospital)
- Mary Stuart (Joanne Gardner, Search for Tomorrow)

### Beste actrice in een dramaserie - special
- Eve Arden (The ABC Afternoon Playbreak - episode "Mother of the Bride")

### Beste regisseur voor een spelprogramma
- Jerome Shaw (The Hollywood Squares)

### Beste regisseur van een dramaserie
- Wes Kenny (Days of our Lives)
- Norman Hall (The Doctors)

### Beste script van een spelprogramma
- Jay Redack, Harry Friedman, Harold Schneider, Gary Johnson, Steve Levitch, Rick Kellard, Rowby Goren (The Hollywood Squares)

### Beste script van een dramaserie
- Henry Slesar (The Edge of Night)
- Frank Hursley, Doris Hursley, Bridget Dobson, en Deborah Hardy (General Hospital)
- Eileen Pollock, Robert Mason Pollock, enJames Lipton (The Doctors)

### Beste presentator/presentatrice in een praatprogramma/variété programma
- Dinah Shore (Dinah's Place, NBC)

### Beste presentator/presentatrice van een spelprogramma
- Peter Marshall (The Hollywood Squares)
- Monty Hall (Let's Make a Deal)

### Beste spelprogramma
- Password
- Let's Make a Deal
- The Hollywood Squares

### Beste Entertainment - Kinderprorgramma
- Zoom - Jim Crum, Christopher Sarson; PBS
- Captain Kangaroo - James Kramer (executive producer), Jim Hirschfeld (producer); CBS
- Fat Albert and the Cosby Kids - Norm Prescott, Lou Scheimer (producers); CBS
- Star Trek: The Animated Series - Lou Scheimer, Norm Prescott (producers); NBC